# شاهنامه أبي منصوري
شاهنامه أبي منصور كانت ملحمة نثرية وتاريخية للإمبراطورية الفارسية قبل الفتوحات الإسلامية، ألفها أبو منصور المعمري. وكانت المصدر الرئيس لشاهنامة الفردوسي. لقد فُقدَت الآن، ولكن مقدمتها التي تتكون من 15 صفحة قد نجت وهي واحدة من أقدم الأمثلة على النثر الفارسي وتعتبر واحدة من أكثر تراث الأدب الفارسي قيمة. أُلِّفَت الشاهنامة لأبي منصور بأمر من أبي منصور محمد في عام 346 هـ (أبريل 957 م). وقد تكونت من أربعة موبادات [الإنجليزية]: ماخ القديم من هراة، يزدانداد بن شابور من سيستان، شاهوي خورشيد بن بهرام من نيسابور، شادان بن بارزين من طوس. قبل الفردوسي حاول أبو منصور الدقيقي أن ينظم الشاهنامة لأبي منصور، لكنه توفي بعد أن كتب ما يقرب من ألف بيت. وقد ضمّن الفردوسي هذه الأبيات في كتابه الشاهنامة.